# 스타라자고라주

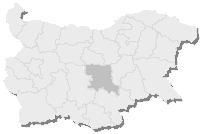
스타라자고라 주의 위치

스타라자고라주(불가리아어: Област Стара Загора)는 불가리아 중남부에 위치한 주로, 주도는 스타라자고라이며 면적은 5,151.1km2, 인구는 388,556명, 자동차 번호는 CT이다.
서쪽으로는 플로브디프 주, 남쪽으로는 하스코보 주, 동쪽으로는 슬리벤 주, 북쪽으로는 벨리코터르노보 주, 가브로보 주와 접하며 11개 시를 관할한다.

## 인구
| 연도                      | 인구    | ±%     |
| ------------------------- | ------- | ------ |
| 1946                      | 306,181 | —      |
| 1956                      | 322,252 | +5.2%  |
| 1965                      | 359,486 | +11.6% |
| 1975                      | 394,607 | +9.8%  |
| 1985                      | 410,905 | +4.1%  |
| 1992                      | 397,339 | −3.3%  |
| 2001                      | 370,615 | −6.7%  |
| 2011                      | 333,265 | −10.1% |
| 2021                      | 296,507 | −11.0% |
| 출처: pop-stat.mashke.org |         |        |

## 같이 보기
- 불가리아의 주